# Loretta Harrop
Loretta Harrop (n. 17 iulie 1975, Brisbane, Queensland, Australia) este o sportivă ce a reprezentat Australia, medaliată olimpică. A participat la 2 ediții ale Jocurilor Olimpice (2000, 2004) în care a câștigat o medalie de argint.